# Mölten
Mölten (wł. Meltina) – miejscowość i gmina we Włoszech, w regionie Trydent-Górna Adyga, w prowincji Bolzano.
Liczba mieszkańców gminy wynosiła 1610 (dane z roku 2009). Język niemiecki jest językiem ojczystym dla 97,09%, włoski dla 2,77%, a ladyński dla 0,15% mieszkańców (2001).